# François Hamon (évêque de Nantes)
Pour les articles homonymes, voir François Hamon et Hamon.
François Hamon, seigneur de Lucinière, mort le 7 janvier 1532 au château de Chassay, est un prélat breton du XVIe siècle. Il est un neveu du cardinal Guibé.

## Biographie
François Hamon est le fils ainé de Guillaume Hamon, seigneur du Bouvet et de La Gillière, capitaine du Loroux-Bottereau, et de Guillemette Guibé et le neveu du cardinal Guibé. Il est prieur commendataire de l'abbaye Saint-Magloire de Léhon ainsi que de l'abbaye Saint-Martin de Vertou en 1518  et fait évêque de Nantes en 1511 par résignation en sa faveur de son oncle le cardinal Guibé.
Outre l'évêché de Nantes, il est commendataire de plusieurs bénéfices ecclésiastiques : l'abbaye de la Grenetière, celle de Saint Méen de Gaël (1513), la prévôté de  Vertou. 
Son frère cadet André Hamon est commendataire de l'abbaye Saint-Gildas de Rhuys (1513-1526) et  évêque de Vannes et leur sœur Isabeau abbesse de Saint-Georges de Rennes en 1523